# Argiope legionis
Argiope legionis là một loài nhện trong họ Araneidae.
Loài này thuộc chi Argiope. Argiope legionis được miêu tả năm 2009 bởi Motta & Herbert Walter Levi.